# Liu Haisu
Liu Haisu (chinois simplifié : 刘海粟 ; chinois traditionnel : 劉海粟 ; pinyin : liú hǎisù) ou Lieou Hai-Sou ou Liu Hai Sou ou Liu Hai-Su est un peintre traditionnel et moderne chinois du XXe siècle, né le 16 mars 1896 à Wujin (province du Jiangsu), mort le 7 août 1994 à Shanghai.

## Son parcours
Liu Haisu passe une large partie de sa vie à Shanghai. Il est d'abord l'élève de Zhou Xiang (zh) (周湘) à Shanghai, vers 1911. Il a sa première exposition personnelle en 1918, puis il part au Japon en 1918-1919. De retour dans son pays en 1921, il enseigne l'art occidental à l'Université de Pékin. De 1919 à 1927, Liu et ses étudiants organisent, tous les ans, une exposition appelée Tianma Hua Hui, Festival d'Art du Cheval Céleste, où se côtoient, souvent dans la même composition, factures occidentales et factures orientales. En 1927-1928, il repart au Japon avant de faire son premier séjour à Paris, en 1929-1932, suivi d'une courte visite en Allemagne. Les années 1933-1935 le voient à nouveau à Paris et à Berlin, tandis que de 1939 à 1942 il s'installe en Asie du Sud-Est. À Paris, certaines de ses peintures figurent au Salon d'automne et des Tuileries. En 1948, il quitte le continent pour Taïwan, puis il vit à Hong Kong, continuant de donner des conférences à travers le monde. En février 1994, il retourne à Shanghai. En 1979, une rétrospective de son œuvre a lieu au Palais des Arts de Pékin.

## Style et influence
Ayant étudié la peinture classique chinoise avant puis après son séjour à Paris, il développe un style caractérisé par une vigoureuse maîtrise du pinceau combinée à des éléments européens.
Grand admirateur de van Gogh et de Cézanne, il est influencé par leur style respectif, ainsi qu'en témoignent ses coups de pinceau articulés avec une certaine rigidité et sa façon de modeler les formes, avec une liberté inhabituelle chez les peintres lettrés. Il en résulte d'ailleurs une certaine confusion dans l'agencement des différents éléments de ses compositions, voire une certaine incohérence dans le dessin. Néanmoins, il influence de nombreux artistes chinois et deux de ses élèves deviennent célèbres: Zhang Shuqi (en) (张书旗) et Pan Tianshou (en) (潘天寿, 1896-1971).
Ces derniers et bien d'autres voient dans l'œuvre de Liu un défi au réalisme occidental, même si, à nos yeux d'occidentaux, il apparaît comme bâtard n'étant doté ni de la puissance de synthétisation sereine propre à l'Orient, ni de la clarté d'une structure dynamique propre à l'Occident. L'influence qu'exerce Liu n'est pas étrangère à ses activités à Shanghai où, dès 1914, il ouvre un atelier pour des étudiants à qui il propose des modèles drapés « à l'européenne ». Cet atelier devient une institution officielle, Shanghai tushu meishu yuan(上海图书美术院), et en 1920, Shanghai meishu xuexiao (上海美术学校), l'École des Beaux-Arts de Shanghai, avec des disciplines occidentales et orientales, où Liu se fait le champion d'un art nouveau face à une opposition certaine.

## Opposition sur l'art
Quand il introduit le modèle nu, en 1926, c'est un tollé général. L'un des dirigeants de l'époque, le Général Sun Quanfang, interdit cette pratique, menace d'arrêter Liu et de fermer l'école. Liu réagit violemment et une terrible polémique s'engage dans la presse shanghaïenne à laquelle le départ de Sun Quanfang et l'arrivée de Tang Kaishek mettent fin. La victoire morale de Liu fait que l'usage de modèles nus se répand dans toutes les écoles d'art, mais une certaine hostilité publique n'en demeure pas moins. Tout cela explique que Liu brigue le titre de doyen de l'école moderne, à Shanghai du moins, ville dont il réorganise l'Académie en 1946, peu avant son séjour à Taïwan. Avec Xu Beihong (Jupéon), Liu Haisu apparaît comme un élément tout à fait nouveau dans l'art moderne chinois. En effet, ce sont tous deux des artistes compétents à la fois dans la technique occidentale et dans la technique traditionnelle chinoise, au point que leur œuvre de peintre « chinois » et de peintre « occidental » leur confère quasiment une double personnalité.